# Giovanni Merla
Giovanni Merla (Civitavecchia, 20 aprile 1906 – Firenze, 10 gennaio 1984) è stato un geologo, paleontologo e scrittore italiano.

## Biografia
Compiuti gli studi classici ad Arezzo, si è iscritto all'Università di Pisa, dove si è laureato in scienze naturali nel 1927.  Dal 1928 al 1930 è stato assistente di Giorgio Dal Piaz, presso la cattedra di geologia dell'ateneo di Padova, prima di rientrare a Pisa, dove ha collaborato con Giuseppe Stefanini nell'Istituto di Geologia. A seguito di un concorso ha ottenuto un posto nell'Ufficio geologico di Roma, dove ha lavorato sino al 1935, preferendo poi però tornare all'insegnamento universitario, prima come docente di geologia all'Università di Modena, poi all'Università di Firenze, dove nel 1937 fu per lui istituita la prima cattedra italiana di paleontologia.
Nell'Africa Orientale Italiana, dapprima sotto le armi (1936), poi per conto dell'Agip (1938-'39), ha compiuto studi stratigrafici, stilando peraltro, con Enzo Minucci, la carta geologica del Tigrai, prima di tornarvi come volontario (1941), combattendo ad El Alamein: catturato, è stato trasferito e imprigionato negli Stati Uniti, a Fort G. Meade. Alla fine della guerra, rientrato a Firenze, ha retto la cattedra di geologia in sostituzione di Giotto Dainelli. Dell'ateneo fiorentino è stato nominato professore emerito nel 1981.
Ha condotto studi in particolare sul Permiano delle Dolomiti, sull'Appennino settentrionale e sul bacino del Tevere. Tuttavia, il suo nome è legato soprattutto agli studi geo-tettonici relativi alla struttura e formazione dell'Appennino settentrionale, spiegate con la teoria delle rughe tettoniche. Presidente della Società geologica italiana nel 1949, tra il 1953 e il 1954 Merla ha vinto prima il premio Prestwich della Società geologica di Francia, poi il premio Feltrinelli dell'Accademia dei Lincei, della quale è divenuto successivamente socio. Nel 1965 è stato fregiato della medaglia per i benemeriti della cultura e della scuola dal presidente della Repubblica Giuseppe Saragat.
Una volta in pensione, si è anche interessato di storia napoleonica e risorgimentale.